# Siblingen
Siblingen är en ort och kommun i kantonen Schaffhausen, Schweiz. Kommunen har 895 invånare (2023).